# Mind Tricks
Mind Tricks è il terzo album in studio del gruppo musicale melodic death metal italiano Disarmonia Mundi, pubblicato nel 2006.

## Tracce
1. Resurrection Code – 4:25
2. Mindtricks – 3:52
3. Celestial Furnace – 3:48
4. Nihilistic Overdrive – 4:51
5. Parting Ways – 4:01
6. Venom Leech and the Hands of Rain – 5:03
7. Liquid Wings – 4:36
8. Process of Annihilation – 3:44
9. Last Breed – 3:37
10. A Taste of Collapse – 3:33
11. Mouth for War (Pantera cover) – 3:52

## Formazione
Gruppo
- Ettore Rigotti - voce, chitarre, tastiere, batteria
- Claudio Ravinale - voce
- Björn "Speed" Strid - voce

Ospiti
- Claudio Strazzullo - chitarre
- Christian Älvestam - voce (13)
- Samantha Abbatangelo - cori (6)
- Benny Bianco Chinto - cori (1)